# Statistisches Jahrbuch der Deutschen Demokratischen Republik
Das Statistische Jahrbuch der Deutschen Demokratischen Republik wurde von 1955 bis 1990 von der Zentralverwaltung für Statistik der DDR herausgegeben und fasste die wichtigsten statistischen Ergebnisse zur Bevölkerung, Gesellschaft, Staat und Wirtschaft des Landes zusammen. Es erschien im VEB Deutscher Zentralverlag in Ost-Berlin.

## Kritik
Die Zahlen der amtlichen Statistik der DDR standen im Dienste der Propaganda der SED und gaben daher den Zustand von Wirtschaft und Gesellschaft der DDR nicht immer zutreffend wieder. Arno Donda, Leiter der Zentralverwaltung für Statistik formulierte, man habe erkannt, dass es notwendig sei, „die Statistik besser als Waffe der Agitation und Propaganda zur Information und Mobilisierung der Parteiorganisationen und aller Werktätigen bei der Erfüllung der Pläne zu nutzen“.